# Funkcja autokorelacji cząstkowej

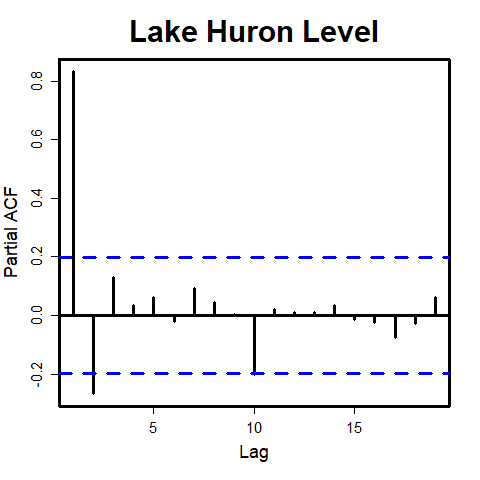
Wartości funkcji autokorelacji cząstkowej głębokości jeziora Huron (na niebiesko przedział ufności)

Funkcja autokorelacji cząstkowej (ang. partial autocorrelation function, PACF) – stosowana w analizie szeregów czasowych miara korelacji cząstkowej stacjonarnego szeregu czasowego z jego własnymi opóźnionymi wartościami. Autokorelacja cząstkowa dla danego rzędu opóźnienia jest wyznaczona z wyłączeniem wpływu korelacji dla wszystkich krótszych opóźnień, pod tym względem różni się od zwykłej funkcji autokorelacji, która nie kontroluje pozostałych opóźnień.
Funkcja ta odgrywa ważną rolę w analizie danych mającej na celu określenie rozmiaru opóźnienia uwzględnianego w modelu autoregresyjnym (AR). Funkcja ta została wprowadzona jako część podejścia Boxa-Jenkinsa do modelowania szeregów czasowych, w ramach którego wykreślanie PACF umożliwia określenie odpowiednich opóźnień p w modelu AR (p) lub w rozszerzonym modelu ARIMA (p, d, q).

## Definicja
Dla danego szeregu czasowego {\displaystyle z_{t}}, cząstkowa autokorelacja z opóźnieniem {\displaystyle k}, oznaczana przez {\displaystyle \phi _{k,k}}, to autokorelacja między {\displaystyle z_{t}} i {\displaystyle z_{t+k}} po wyłączeniu liniowej zależności {\displaystyle z_{t}} od {\displaystyle z_{t+1}}, ..., {\displaystyle z_{t+k-1}}. Innymi słowy, cząstkowa autokorelacja między {\displaystyle z_{t}} a {\displaystyle z_{t+k}} wskazuje na dodatkowy wkład {\displaystyle z_{t+k}} do {\displaystyle z_{t}} ponad to, co zostało już  wniesione przez opóźnienia od 1 do {\displaystyle k-1} włącznie.
{\displaystyle \phi _{1,1}=\operatorname {corr} (z_{t+1},z_{t}){\text{ dla }}k=1,}{\displaystyle \phi _{k,k}=\operatorname {corr} (z_{t+k}-{\hat {z}}_{t+k},\,z_{t}-{\hat {z}}_{t}){\text{ dla }}k\geq 2,}
gdzie {\displaystyle {\hat {z}}_{t+k}} i {\displaystyle {\hat {z}}_{t}} to kombinacje liniowe {\displaystyle \{z_{t+1},z_{t+2},...,z_{t+k-1}\}}, które minimalizują błąd średniokwadratowy względem odpowiednio {\displaystyle z_{t+k}} i {\displaystyle z_{t}}. W przypadku procesów stacjonarnych, współczynniki w {\displaystyle {\hat {z}}_{t+k}} i {\displaystyle {\hat {z}}_{t}} są takie same, lecz w odwrotnej kolejności: 
{\displaystyle {\hat {z}}_{t+k}=\beta _{1}z_{t+k-1}+\cdots +\beta _{k-1}z_{t+1}\qquad {\text{i}}\qquad {\hat {z}}_{t}=\beta _{1}z_{t+1}+\cdots +\beta _{k-1}z_{t+k-1}.}

## Obliczenie
Teoretyczne wartości funkcji autokorelacji cząstkowej stacjonarnego szeregu czasowego można obliczyć, stosując algorytm Durbina-Levinsona: 
{\displaystyle \phi _{n,n}={\frac {\rho (n)-\sum _{k=1}^{n-1}\phi _{n-1,k}\rho (n-k)}{1-\sum _{k=1}^{n-1}\phi _{n-1,k}\rho (k)}},}
gdzie {\displaystyle \phi _{n,k}=\phi _{n-1,k}-\phi _{n,n}\phi _{n-1,n-k}} dla {\displaystyle 1\leq k\leq n-1}, zaś {\displaystyle \rho (n)} jest funkcją autokorelacji.
Powyższy wzór można wykorzystać dla wyznaczenia autokorelacji w próbie w celu znalezienia próbkowych wartości funkcji autokorelacji cząstkowej dowolnego szeregu czasowego.

## Przykłady
Poniższa tabela podsumowuje wartości PACF dla różnych modeli:
| Model                   | PACF |
| ----------------------- | --- |
| Biały szum              | Autokorelacja cząstkowa wynosi 0 dla wszystkich opóźnień.                                                                               |
| Model autoregresyjny    | Autokorelacja cząstkowa dla modelu AR(p) jest różna od zera dla opóźnień mniejszych lub równych p oraz 0 dla opóźnień większych niż p . |
| Model średniej ruchomej | Jeśli {\displaystyle \phi _{1,1}>0}, Autokorelacja cząstkowa oscyluje do 0.                                                             |
| Model średniej ruchomej | Jeśli {\displaystyle \phi _{1,1}<0}, Autokorelacja cząstkowa geometrycznie zanika do 0.                                                 |
| Model ARMA              | Autokorelacja cząstkowa modelu ARMA(p, q) geometrycznie zanika do 0, ale tylko po opóźnieniach większych niż p .                        |

Zachowanie funkcji autokorelacji cząstkowej stanowi odbicie lustrzane zachowania funkcji autokorelacji w modelach autoregresyjnych i średniej ruchomej. Na przykład funkcja autokorelacji cząstkowej szeregu AR(p) jest zerowa powyżej opóźnienia p, podobnie jak funkcja autokorelacji szeregu MA(q) jest zerowa powyżej q. Ponadto funkcja autokorelacji procesu AR(p) wygasa (zanika) w taki sam sposób, jak funkcja autokorelacji cząstkowej procesu MA(q).

## Identyfikacja modelu autoregresyjnego

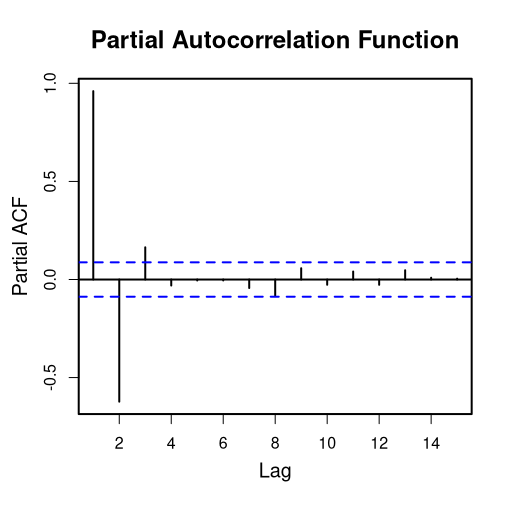
Przykładowa funkcja autokorelacji cząstkowej z przedziałem ufności symulowanego szeregu czasowego AR(3)

Autokorelacja cząstkowa jest powszechnie stosowanym narzędziem służącym do identyfikacji rzędu modelu autoregresyjnego. Jak wspomniano wcześniej, autokorelacja cząstkowa procesu AR(p) wynosi zero dla opóźnień większych niż p. Jeśli zostanie stwierdzone, że model AR jest odpowiedni, wówczas analizuje się wykres PACF, aby pomóc w określeniu rzędu modelu.
Cząstkowa autokorelacja opóźnień większych niż p dla szeregów czasowych wygenerowanych przez model AR(p) jest w przybliżeniu niezależna i normalna ze średnią równą 0. Dlatego przedział ufności można skonstruować, dzieląc wybrany wynik z przez {\displaystyle {\sqrt {n}}}. Opóźnienia z wartościami PACF poza przedziałem ufności wskazują, że rząd modelu AR generującego szereg jest prawdopodobnie większy lub równy opóźnieniu. Wykreślenie PACF i narysowanie linii przedziału ufności to typowy sposób analizy rzędu modelu AR. Aby ocenić rząd modelu, należy przeanalizować wykres i znaleźć opóźnienie, po którym wszystkie cząstkowe autokorelacje znajdą się w przedziale ufności. Opóźnienie to prawdopodobny rząd modelu AR.